# Bonggi
Le bonggi (ou banggi) est une langue austronésienne parlée en Malaisie, dans l'État de Sabah. La langue appartient à la branche malayo-polynésienne des langues austronésiennes.

## Classification
Le bonggi est une des langues sabahanes, un sous-groupe des langues malayo-polynésiennes occidentales qui fait partie des langues bornéo du Nord.

## Vocabulaire
Exemples du vocabulaire de base du bonggi :
| français      | bonggi  | Prononciation |
| ------------- | ------- | ------------- |
| manger        | mokon   | mʷɔ̃hɔdn       |
| tomber malade | simakit | simãhɪt       |
| lune          | buain   | buaitn        |
| arbre         | fun     | fudn          |
| os            | tulan   | tulagn        |
| nourriture    | koon    | kʷɔːn ~ hɔːn  |

## Sources
- (en) Blust, Robert, Nasal and Nasalization in Borneo, Oceanic Linguistics, 36:1, pp. 149-179, 1997.